# پاپ آیکان
پاپ آیکان (به انگلیسی: Pop icon) (در فارسی به معنای: نماد مردمی) یک سلبریتی که ویژگی‌ها و مشخصه‌های خاص یک فرهنگ، ملت یا کشور به خصوصی را ارائه می‌دهد. دادن لقب پاپ آیکان به افراد یا اشیاء مستلزم آن است که فرد یا شی مورد نظر دارای ویژگی‌های خاصی همانند «ماندگاری»، «حضور همیشگی»، «تمایز» یا «دارای چهرهٔ مهم تاریخی» باشند.

## پاپ آیکون‌ها
از برجسته‌ترین پاپ آیکون‌ها می‌توان به این افراد اشاره کرد:
- پیتبول
- بروس لی
- مایکل جکسون
- آدری هپبورن
- التون جان
- الویس پریسلی
- الیزابت تیلور
- باب مارلی
- بریتنی اسپیرز
- بیانسه
- بیتلز
- پرینس
- جان وین
- چارلی چاپلین
- دیوید بکام
- دیوید بویی
- ریانا
- لیدی گاگا
- مایکل جردن
- مدونا
- تیلور سوئیفت
- مریلین مونرو

## برای مطالعهٔ بیشتر
- Danesi, Marcel (2007). Popular Culture: Introductory Perspectives. Rowman & Littlefield. pp. 112–115. ISBN 0-7425-5547-X.
- Cullen, Jim, ed (2001). Popular Culture in American History. UK: وایلی-بلک‌ول. شابک ‎۰-۶۳۱-۲۱۹۵۸-۷.